# Skyrock.com
Skyrock.com ist ein soziales Netzwerk (Web 2.0), auf dem registrierte Benutzer gratis eine eigene Microsite auf Basis eines Content-Management-Systems erstellen können. Die wichtigsten Funktionen sind das Blog und das Benutzerprofil sowie die Mailbox, auf der angemeldete Personen Nachrichten austauschen können. Ein Teil des Angebots ist Personen gewidmet, die selbst Musikstücke aufgenommen haben. Sie können ihre Lieder als MP3-Dateien auf ein eigenes Music Blog laden und vorstellen.

## Geschichte
Skyrock.com wurde im Dezember 2002 unter dem Namen Skyblog.com von Pierre Bellanger gegründet. Dieser ist gleichermaßen Gründer des französischen Radiosenders Skyrock. Skyblog.com war eine Blogplattform, auf der registrierte Nutzer gratis Blogs erstellen konnten. Im Mai 2007 musste die Marke Skyblog aufgegeben werden und die Plattform wurde unter der Domain Skyrock.com zu einem echten sozialen Netzwerk zusammengelegt. Ab diesem Zeitpunkt standen die Funktionen „Freunde“, „Mailbox“, „Chat“ und Profile zur Verfügung (siehe Funktionen).
Seit März 2007 wird Skyrock.com in 11 Sprach- und Länderversionen angeboten. Laut dem World-Metrix-Bericht der Internet-Marktforschungfirma Comscore liegt Skyrock.com weltweit an 7. Stelle der sozialen Netzwerke mit über 21 Millionen Besuchern im Monat Juni 2008. Alexa Internet klassifiziert Skyrock.com unter die 10 meistbesuchten Seiten Frankreichs und der Schweiz: Rank 3 in Frankreich im September 2008 und Rank 8 in der Schweiz im September 2008. Dank der nutzerfreundlichen Bedienung hat die Webseite von Beginn an verstärkt bei Jugendlichen und in der im französischsprachigen Raum Anklang gefunden. Im Gegensatz zu anderen Anbieter sind alle Blogs und Benutzerprofile öffentlich zugänglich, Artikel und Teile des Profils können jedoch verborgen werden.
Bis zum 1. März 2012 ist das Skyrock Netzwerk auf 32.904.000 Blogs und 338.000 geheime Blogs angewachsen. Diese enthalten insgesamt mehr als 679 Millionen Artikel, welche zusätzlich noch 4 Milliarden 565 Millionen Mal kommentiert wurden.
Am 16. Juni 2023 kündigte das Skyrock-Team in einem auf seinem offiziellen Blog veröffentlichten Artikel die dauerhafte Schließung des sozialen Netzwerks an, um der Gesetzgebung zum Schutz personenbezogener Daten nachzukommen.

## Funktionen
Das System zählt zur sogenannten Sozialen Software.
Um das Angebot im vollen Umfang nutzen zu können und Inhalte selbst zu erstellen (User-generated content), muss ein Benutzerkonto eröffnet werden.
Das Blog ist das Kernangebot der Webseite. Jede Woche werden von der Redaktion 10 Blogs ausgesucht, die auf der Startseite vorgestellt werden. Alle Surfer haben die Möglichkeit, Blogeinträge (Artikel) zu kommentieren, ohne angemeldet zu sein.
Ein angemeldeter User kann andere Mitglieder als Freunde hinzufügen. Dies bedeutet, dass sie über einen verlinkt sind.
Das öffentliche Nutzerprofil dient dazu, sich vorzustellen und neue Freunde zu finden.
Es steht ein deutschsprachiger IRC-Channel zur Verfügung, für alle Länder sind eigene Channels eingerichtet.

### Skyrock Music
Skyrock bietet Sängern und Musikern die Möglichkeit, ihre Kompositionen im MP3-Format auf ein Music Blog hochzuladen. Einige internationale Stars wie 50 Cent, Mariah Carey und Janet Jackson führen ihre französischsprachigen Blogs auf Skyrock. Die veröffentlichten Songs können teilweise auch heruntergeladen werden (sofern der Künstler dies erlaubt).
In Frankreich haben es einige Nutzer durch Skyrock zum Erfolg gebracht. Besonders hervorzuheben ist Kenza Farah, die 2006 ihr Blog erstellte und kurz danach von einer Plattenfirma entdeckt und unter Vertrag genommen wurde.

## Kritik
Obwohl das soziale Netzwerk laut Comscore weltweit an 7. Stelle steht, ist die Beliebtheit weiterhin hauptsächlich auf die französischsprachige Welt beschränkt. In Alexa Internet taucht Skyrock nicht unter den Top 100 auf.
In Frankreich wird die Plattform in seltenen Fällen von einigen Jugendlichen dazu verwendet, verbotene Inhalte wie zum Beispiel Beleidigungen von Lehrern und ähnliches zu verbreiten. Diese Fälle halten sich allerdings in Grenzen.
Während der Unruhen in den Pariser Vororten im Jahr 2005 wurde Skyrock.com von Medien vorgeworfen, es seien über die Plattform Nachrichten verbreitet worden, in denen zu Gewalt aufgerufen wurde.
Für den Präsidentschaftswahlkampf 2007 haben die beiden Kandidaten Nicolas Sarkozy und Ségolène Royal eigene Blogs auf Skyrock erstellt.
Funktionen: Die einfache Handhabung aller Funktionen bringt auch Nachteile mit sich: So ist HTML-Code nicht erlaubt. Es können auf Fotos keine Tags gesetzt werden. Auf den Music Blogs ist ebenfalls die Anzahl der Songs, die hochgeladen werden können, auf 10 begrenzt.